# Roald Amundsen (piłkarz)
Roald Amundsen (ur. 18 września 1913, zm. 29 marca 1985) – norweski piłkarz grający na pozycji obrońcy.

## Kariera klubowa
W swojej karierze piłkarskiej Amundsen grał w klubie Mjøndalen IF.

## Kariera reprezentacyjna
W 1938 roku Amundsen został powołany do reprezentacji Norwegii na mistrzostwa świata we Francji, na których nie wystąpił. W kadrze narodowej ostatecznie też nie zadebiutował.